# Armenija
Republika Armenija je celinska država v južnem Zakavkazju, ozemeljskem pasu med Črnim morjem in Kaspijskim jezerom. Na severu meji na Gruzijo, na vzhodu na Azerbajdžan, na jugu na Iran in na azerbajdžansko eksklavo Nahičevan ter na zahodu na Turčijo. Pred razpadom Sovjetske zveze je Armeniji po Stalinovem odloku (iz leta 1923, ko je bil minister za narodnosti) pripadala še eksklava Baškend znotraj ozemlja Azerbajdžana, slednjemu pa so pripadale štiri eksklave znotraj province Tavuš in še ena znotraj province Ararat v Armeniji. Po razpadu Sovjetske zveze in ob izbruhu napetosti zaradi Gorskega Karabaha sta obe državi zasedli te eksklavice znotraj svojih ozemelj. Trenutno sta odprti le meji z Gruzijo in Iranom, meji s Turčijo in Azerbajdžanom pa sta hermetično zaprti.

## Izvor imena
Armenija se v armenščini imenuje Hajastan, kar pomeni Haikova dežela. V Svetem pismu je Haik bil Noev pra-pravnuk (sin Togarmaha, ki je bil sin Gomerja, ta pa je bil sin Noevega sina Jafeta). Haik naj bi pri 130 letih odšel v Šinar (Babilon) gradit Babilonski stolp. Zaradi »božanskega« zunanjega videza mu je asirski vladar Bel (znan tudi kot Nimrud) ukazal naj ostane, da bi ga po božje častili, vendar se je uprl tej zahtevi in se vrnil v svojo domovino pod Araratom. Zato je Nimrod šel s svojo vojsko za njim, v bitki pri jezeru Van (danes v Turčiji) pa je Haik s puščico s tremi peresi prestrelil Nimrudov oklep in ga ubil, po čemer se je asirska vojska umaknila, Haik pa je živel še do svojega 400. leta. Od te bitke dalje šteje tudi tradicionalni armenski koledar.
Ime Armenija, po katerem je dežela znana v večini jezikov, so pred približno 3 tisočletji (torej okoli leta 1000 pr. n. št.) začeli uporabljati grški zgodovinarji po armenskem voditelju Aramu, ki je po legendi bil šesti v nasledstveni liniji za Haikom, torej pravnuk Haikovega pravnuka.

## Zgodovina
Armenija je bila pred letom 1454 mogočna država z bogato kulturo ter je v določenem času nadzorovala vse ozemlje med Črnim morjem in Kaspijskim jezerom. Že leta 301 je postala prva država, ki je formalno prevzela krščanstvo kot uradno državno vero — 12 let pred Rimom. Na oblasti so bile različne rodbine. Vendar je potem, ko so jo zasedli Parti, Rimljani, Mongoli, Arabci, Egipčani in Perzijci, Armenija oslabela, tako da sta si jo leta 1454 Osmansko cesarstvo in Safavidska Perzija razdelila, Armence pa zasužnjila. Turške imperialne, vojaške in republikanske oblasti so med letoma 1895 in 1923 zaradi strahu, da bi krščanski Armenci, še posebej v prvi svetovni vojni, pomagali imperialni Rusiji, izvajale pokole, znane kot Armenski genocid, v katerem je življenje izgubilo več kot milijon Armencev.
Perzijski del Armenije je bil leta 1828 vključen v Rusko cesarstvo, leta 1920 pa po krajši neodvisnosti v Sovjetsko zvezo, kjer je dobila status socialistične republike. Spor s sosednjim Azerbajdžanom zaradi armenske enklave Gorski Karabah poteka že za časa ZSSR od leta 1988, ko je bil lahko izražen zaradi nove politike glasnosti, še okrepil pa se je po osamosvojitvi od SZ v letu 1991. Do maja 1994, ko je bilo podpisano premirje, so armenske vojaške sile nadzorovale ne samo Gorski Karabah, pač pa tudi dobršen del ostalega Azerbajdžana.
Zaradi nezmožnosti doseči mirno rešitev in zaradi turške blokade Armenije sta bili oslabljeni gospodarstvi obeh držav. Armenija tudi po razpadu SZ ostaja članica SND.

## Geografija
Armenija je celinska država brez izhoda na morje s površino 29.743 km². Leži v geopolitični regiji Zakavkazje (Južni Kavkaz), v gorah južnega Kavkaza in njihovih nižinah med Črnim morjem in Kaspijskim jezerom ter severovzhodno od Armenskega višavja. Armenija na severu meji z Gruzijo, na vzhodu z Azerbajdžanom na jugu z Iranom, na jugozahodu in zahodu pa s Turčijo. Armenija leži med zemljepisnima širinama 38 ° in 42 ° S in zemljepisno dolžino 43 ° in 47 ° J.
Povprečna nadmorska višina je 1370 m in le 10 % ozemlja leži nižje od 1000 m. Najvišji vrh je 4090 m visok Aragac (ok. 70 km severno od Erevana), najnižja nadmorska višina (400 m) pa je v soteski reke Debed. Večino ozemlja (85,9 %) tvori višavje, v katerega so zarezane soteske rek kot so Hrazdan, Arpa, Debed, Azat. Gorata sta predvsem severni in severovzhodni del države, kjer se razteza gorska veriga Mali Kavkaz. Sevansko jezero na vzhodu države sodi med največja visokogorska jezera in je največje v Zakavkazju. Na zahodu države (ob meji s Turčijo) je rodovitna dolina reke Aras.
Gora Ararat, ki je bila zgodovinsko del Armenije, je najvišja gora v regiji. Zdaj leži v Turčiji, vendar je dobro vidna iz Armenije, Armenci pa jo  obravnavajo kot simbol svoje dežele. Zaradi tega je gora danes prisotna na armenskem državnem grbu.

### Podnebje
Zaradi gora ni izrazitih vplivov Črnega morja in Kaspijskega jezera. Podnebje je tako celinsko z vročimi poletji in hladnimi zimami, temperatura in količina padavin pa sta odvisna tudi od zemljepisne širine in nadmorske višine. Najhladneje je in največ padavin (do 800 mm) pade v goratih predelih na severu in severovzhodu države, najtopleje pa je ob meji z Iranom. Na osrednji planoti pade do 250 mm padavin na leto, srednja zimska temperatura je okoli 0 °C, srednja poletna temperatura pa okoli 25 °C. Poleti lahko dnevna temperatura v Erevanu doseže tudi 44 °C, v zimski noči pa pade na -15 °C. Zima hitro preide v poletje in obratno, tako da sta pomlad in jesen neizraziti in kratki.

### Varstvo okolja
Armenija se je leta 2018 po indeksu okoljske uspešnosti (EPI) uvrstila na 63. mesto od 180 držav. Njegova uvrstitev na podindeks okoljsko zdravje (ki je v EPI tehtana na 40 %) je 109, Armenija pa na podindeksu ekosistemske vitalnosti (tehtana na 60 % v EPI) je 27. najboljši na svetu. To kaže, da so glavna vprašanja v Armeniji v zvezi z zdravjem prebivalstva, medtem ko vitalnost okolja povzroča manj skrbi. Še posebej nezadovoljivo je stanje okolja glede kakovosti zraka, ki mu je prebivalstvo izpostavljeno.
Ravnanje z odpadki v Armeniji je premalo razvito, saj na 60-tih armenskih odlagališčih ne poteka sortiranje ali recikliranje odpadkov. V bližini mesta Hrazdan je predvidena gradnja obrata za predelavo odpadkov, kar bo omogočilo zaprtje 10 odlagališč odpadkov.
Kljub razpoložljivosti obnovljivih virov energije v Armeniji (zlasti hidroelektrarn in vetrnih elektrarn) in poziva uradnike EU, naj zaustavijo jedrsko elektrarno v Mecamorju, armenska vlada raziskuje možnosti namestitve novih majhnih modularnih jedrskih reaktorjev. V letu 2018 je bila predvidena posodobitev obstoječe jedrske elektrarne, da se poveča njena varnost in poveča proizvodnja električne energije za približno 10 %.
Armensko ministrstvo za varstvo narave je uvedlo takse za onesnaževanje zraka in vode ter odstranjevanje trdnih odpadkov, katerih prihodki se uporabljajo za dejavnosti varovanja okolja.

## Upravna delitev
Država je upravno razdeljena na 11 provinc (ed. marz, mn. marzer) z mestom (kaghak) Erevanom (Երևան), ki ima poseben upravni status kot glavno mesto države. Znotraj vsake province so skupnosti (hamajnk). Vsaka skupnost je samoupravna in je sestavljena iz enega ali več naselij (bnakavajr). Naselja so razvrščena bodisi v mesta (kaghak) bodisi vasi (gjugh). Od leta 2007 Armenija vključuje 915 skupnosti, od katerih 49 velja za mestne, 866 pa za podeželske. Glavno mesto Erevan ima tudi status skupnosti. Poleg tega je Erevan razdeljen na dvanajst polavtonomnih okrožij.
| Provinca    | Provinca    | Sedež        | Sedež     | Površina (km²) | Št. prebivalcev † |
| ----------- | ----------- | ------------ | --------- | -------------- | ----------------- |
| Aragacotn   | Արագածոտն   | Aštarak      | Աշտարակ   | 2.756          | 132.925           |
| Ararat      | Արարատ      | Artašat      | Արտաշատ   | 2.090          | 260.367           |
| Armavir     | Արմավիր     | Armavir      | Արմավիր   | 1.242          | 265.770           |
| Gegharkunik | Գեղարքունիք | Gavar        | Գավառ     | 5.349          | 235.075           |
| Kotajk      | Կոտայք      | Hrazdan      | Հրազդան   | 2.086          | 254.397           |
| Lori        | Լոռի        | Vanadzor     | Վանաձոր   | 3.799          | 235.537           |
| Širak       | Շիրակ       | Gjumri       | Գյումրի   | 2.680          | 251.941           |
| Sjunik      | Սյունիք     | Kapan        | Կապան     | 4.506          | 141.771           |
| Tavuš       | Տավուշ      | Idževan      | Իջևան     | 2.704          | 128.609           |
| Vajoc Dzor  | Վայոց Ձոր   | Jeghegnadzor | Եղեգնաձոր | 2.308          | 52.324            |
| Erevan      | Երևան       | –            | –         | 223            | 1.060.138         |

† popis 2011
Viri: Površina in prebivalstvo po provincah.

## Gospodarstvo
Gospodarstvo se v veliki meri opira na naložbe in podporo Armencev v tujini. Pred osamosvojitvijo je armensko gospodarstvo v veliki meri temeljilo na industriji - kemikalije, elektronika, stroji, predelana hrana, sintetični kavčuk in tekstil - in je bilo zelo odvisno od zunanjih virov. Republika je razvila sodoben industrijski sektor, ki je v zameno za surovine in energijo dobavljal obdelovalne stroje, tekstil in drugo proizvedeno blago. Pred kratkim se je korporacija Intel dogovorila, da bo v Armeniji odprla raziskovalni center poleg drugih tehnoloških podjetij, kar je znak za rast tehnološke industrije v Armeniji. 
Pred razpadom Sovjetske zveze leta 1991 je kmetijstvo predstavljalo manj kot 20 % čistega materialnega proizvoda in celotne zaposlenosti. Po osamosvojitvi se je pomen kmetijstva v gospodarstvu izrazito povečal, njegov delež se je konec 1990-ih povečal na več kot 30 % BDP in več kot 40 % celotne zaposlenosti . Povečanje pomena kmetijstva je bilo mogoče pripisati potrebam prebivalstva po preskrbi s hrano zaradi negotovosti v prvih fazah prehoda in propada nekmetijskih sektorjev gospodarstva v začetku 1990-ih. Ko so se gospodarske razmere stabilizirale in se je rast ponovno nadaljevala, se je delež kmetijstva v BDP znižal na nekaj več kot 20 % (podatki iz leta 2006), čeprav je delež kmetijstva v zaposlenosti ostal več kot 40 %.
Armenski rudniki proizvajajo baker, cink, zlato in svinec. Velika večina energije se proizvaja z gorivom, uvoženim iz Rusije, vključno s plinom in jedrskim gorivom (za eno jedrsko elektrarno); glavni domači vir energije so hidroelektrarne. Majhna nahajališča premoga, plina in nafte obstajajo, vendar še niso bila razvita.
Kot druge na novo neodvisne države nekdanje Sovjetske zveze, armensko gospodarstvo trpi zaradi zloma nekdanjih sovjetskih trgovinskih vzorcev. Sovjetske naložbe in podpora armenske industrije so praktično izginile, tako da je malo večjih podjetij še vedno sposobnih delovati. Poleg tega se še vedno čutijo posledice potresa iz leta 1988 v Spitaku, v katerem je umrlo več kot 25.000 ljudi, 500.000 je bilo brezdomcev. Spopad z Azerbajdžanom zaradi Gorskega Karabaha ni bil rešen. Zaprtje azerbajdžanske in turške meje je opustošilo gospodarstvo, ker je Armenija odvisna od zunanjih zalog energije in večine surovin. Kopenske poti skozi Gruzijo in Iran so neprimerne ali nezanesljive. BDP se je med letoma 1989 in 1993 zmanjšal za skoraj 60 %, nato pa se je nadaljevala močna rast. Nacionalna valuta, dram, je prva leta po uvedbi leta 1993 doživela hiperinflacijo.
Kljub temu je vladi uspelo izvesti obsežne gospodarske reforme, ki so se izplačale v dramatično nižji inflaciji in stalni rasti. Premirje iz leta 1994 v konfliktu za Gorski Karabah je pomagalo tudi gospodarstvu. Armenija ima od leta 1995 močno gospodarsko rast, ki temelji na preobratu, ki se je začel leto prej, inflacija pa je bila v zadnjih nekaj letih zanemarljiva. Novi sektorji, kot so predelava dragih kamnov in izdelava nakita, informacijske in komunikacijske tehnologije ter celo turizem, začenjajo dopolnjevati bolj tradicionalne sektorje gospodarstva, kot je kmetijstvo.
Ta stalen gospodarski napredek je Armeniji prinesel vse večjo podporo mednarodnih institucij. Mednarodni denarni sklad (MDS), Svetovna banka, Evropska banka za obnovo in razvoj (EBRD) in druge mednarodne finančne institucije in tuje države dodeljujejo velike donacije in posojila. Posojila Armeniji od leta 1993 presegajo 1,1 milijarde dolarjev. Ta posojila so usmerjena v zmanjšanje proračunskega primanjkljaja in stabilizacijo valute; razvoj zasebnih podjetij, energija, kmetijstvo, predelava hrane, prevoz, zdravstveni in izobraževalni sektor in stalna sanacija na potresnem območju. Vlada se je 5. februarja 2003 pridružila Svetovni trgovinski organizaciji. Toda eden glavnih virov neposrednih tujih naložb ostaja armenska diaspora, ki financira večji del obnove infrastrukture in drugih javnih projektov. Ker je Armenija vse večja demokratična država upa, da bo dobila več finančne pomoči tudi iz zahodnega sveta.
Junija 1994 je bil sprejet liberalni zakon o tujih naložbah, leta 1997 pa zakon o privatizaciji in program privatizacije državne lastnine. Nadaljnji napredek bo odvisen od sposobnosti vlade, da okrepi svoje makroekonomsko upravljanje, vključno s povečanjem zbiranja prihodkov, izboljšanjem naložbenega ozračja in korakom proti korupciji. Toda brezposelnost, ki je leta 2015 znašala 18,5 % , še vedno ostaja velika težava zaradi pritoka na tisoče beguncev iz konflikta v Karabahu.

## Demografija
Armenija ima 2.932.731 prebivalcev (popis 2022) in je tretja najgosteje poseljena izmed nekdanjih sovjetskih republik. Po razpadu ZSSR se je pojavil problem zmanjševanja prebivalstva zaradi povišane stopnje izseljevanja. V preteklih letih se je stopnja emigracije zmanjšala, od leta 2012 pa je opaziti nekaj rasti prebivalstva.
Armenija ima razmeroma veliko zunanjo diasporo (8 milijonov po nekaterih ocenah, kar močno presega 3 milijone prebivalstva Armenije), s skupnostmi, ki obstajajo po vsem svetu. Največje armenske skupnosti zunaj Armenije so v Rusiji, Franciji, Iranu, ZDA, Gruziji, Siriji, Libanonu, Avstraliji, Kanadi, Grčiji, Cipru, Izraelu, Poljski, Ukrajini in Braziliji. 40.000 do 70.000 Armencev še vedno živi v Turčiji (večinoma v Carigradu in okoli njega).
Približno 1000 Armencev, ostanek nekoč večje skupnosti, prebiva v armenski četrti v starem Jeruzalemu. V Italiji v Beneški laguni leži otok San Lazzaro degli Armeni, ki ga v celoti zaseda samostan, ki ga vodijo mehitaristi, armenska katoliška kongregacija. Do oktobra 2023 je približno 139.000 Armencev živelo v de facto neodvisni Republiki Arcah.

### Etnične skupine
Etnični Armenci predstavljajo 98,1 % prebivalstva. Jazidi predstavljajo 1,1 %, Rusi pa 0,5 % (popis 2022). Druge znatnejše manjšine so Asirci, Ukrajinci, Kurdi, Perzijci, Grki (običajno jih imenujejo kavkaški Grki) in Gruzijci.
V sovjetskem obdobju so bili drugo največje prebivalstvo v državi Azerbajdžanci (leta 1989 jih je bilo približno 2,5 %). Vendar so se zaradi spora za Gorski Karabah praktično vsi izselili iz Armenije v Azerbajdžan. Nasprotno je Armenija sprejela velik priliv armenskih beguncev iz Azerbajdžana, kar je Armeniji dalo bolj homogen značaj.
Po raziskavi Gallupa, izvedene v letu 2017, ima Armenija eno najvišjih stopenj sprejema migrantov v vzhodni Evropi.

### Jeziki
Armenščina je državni jezik in edini uradni jezik. Glavna tuja jezika, ki ju Armenci poznajo, sta ruščina in angleščina. Večina starega prebivalstva lahko zaradi svoje sovjetske preteklosti precej dobro govori rusko. Po raziskavi iz leta 2013 je 95 % Armencev povedalo, da ima nekaj znanja ruščine (24 % napredno, 59 % srednje) v primerjavi s 40 %, ki je povedalo, da zna nekaj angleščine (4 % napredno, 16 % srednje in 20 % začetniško). Vendar pa več odraslih (50 %) meni, da bi morali angleščino poučevati v javnih srednjih šolah kot tisti, ki raje ruščino (44 %).

### Religija
Armenija je bila prvi narod, ki je krščanstvo sprejela kot državno vero, dogodek, ki je bil tradicionalno datiran v leto 301.
Prevladujoča religija v Armeniji je krščanstvo. Korenine armenske cerkve segajo v 1. stoletje. V skladu s tradicijo sta armensko cerkev ustanovila dva od dvanajstih Jezusovih apostolov – Juda Tadej in sveti Jernej, ki je v Armeniji pridigal krščanstvo med letoma 40–60. Zaradi teh dveh apostolov ustanoviteljev je uradno ime Armenske cerkve Armenska apostolska cerkev.
Več kot 93 % armenskih kristjanov spada v Armensko apostolsko cerkev, obliko orientalskega (ne-kalcedonskega) pravoslavja, ki je zelo obredna, konservativna cerkev, približno primerljiva s koptsko in sirsko cerkvijo. Armenska apostolska cerkev je v občestvu le s skupino cerkva znotraj orientalskega pravoslavja.
Armenska evangeličanska cerkev ima zelo pomembno in ugodno prisotnost v armenskim življenju z več tisoč člani po vsej državi. S koreninami sega do leta 1846, ki je bilo pod pokroviteljstvom Armenskega patriarhata Konstantinopel, katerega namen je bil izuriti kvalificirano duhovščino za Armensko apostolsko cerkev.
Druga krščanska poimenovanja, ki v Armeniji temeljijo na Nicejskem verovanju, so binkoštne veje protestantske skupnosti, kot so Beseda življenja, Cerkev bratovščine Armencev ,  baptisti, ki so znani kot najstarejša obstoječa poimenovanja v Armeniji in so jih dovolile oblasti Sovjetske zveze in prezbiterijanci .
V Armeniji obstajajo tudi katoličani, tako katoliki kot latinski obred in armenski obred. Mehitaristi (v armenščini pišejo tudi "Mekhitaristi": Մխիթարեան) so zbor benediktinskih menihov armenske katoliške cerkve, ki jih je leta 1712 ustanovil Mekhitar iz Sebaste. Najbolj so znani po seriji znanstvenih publikacij starodavnih armenskih različic sicer izgubljenih starogrških besedil.
Armenska katoliška denominacija ima sedež v Bzoummarju v Libanonu.
Armenija je sedež ruske skupnost Molokanov, ki izvaja obliko duhovnega krščanstva, ki izvira iz Ruske pravoslavne cerkve.
Jazidi, ki živijo v zahodnem delu države, izvajajo jazidizem. Od leta 2016 se v majhni vasici Aknalič gradi največji jazidski tempelj na svetu. Obstajajo tudi Kurdi, ki prakticirajo sunitski islam.
V Armeniji se je judovska skupnost od osamosvojitve zmanjšala na 750 ljudi, večina izseljencev pa je odšla v Izrael. Trenutno sta v Armeniji dve sinagogi - v glavnem mestu Erevanu in v mestu Sevan blizu Sevanskega jezera.

## Kultura
Armenci imajo svojo značilno abecedo in jezik. Abecedo je izumil Mesrop Maštoc leta 405 in je sestavljena iz devetintrideset črk, od katerih so bile tri dodane v obdobju Kilikije. 96 % prebivalcev države govori armensko, 75,8 % prebivalstva pa dodatno ruščino, čeprav je angleščina vse bolj priljubljena.

### Umetnost
Erevanski Vernisaž (trg umetniških in obrtnih izdelkov), blizu Trga republike, ima sto prodajalcev, ki prodajajo različne obrtniške izdelke med vikendi in v sredo (čeprav je izbor sredi tedna precej zmanjšan). Trg ponuja rezbarije v lesu, starine, fine čipke ter volnene preproge in čilime, ročno vezane, ki so posebnost Kavkaza. Obsidijan, ki ga najdemo lokalno, je razvit v paleto nakita in okrasnih predmetov. Armensko zlatarstvo ima dolgo tradicijo, ki v enem kotu trga poseljuje izbor zlatih predmetov. Sovjetske relikvije in spominki novejše ruske izdelave - babuške, ure, emajlirane škatle in podobno - so tudi na voljo na Vernisažu. Priljubljena umetniška tržnica nasproti Opere ob vikendih zapolni še en mestni park. 
Armenska dolga zgodovina kot stičišče starodavnega sveta je zapustila pokrajino z nešteto fascinantnimi arheološkimi najdišči. Najdišča srednjeveške, železne dobe, bronaste in celo kamene dobe so le nekaj ur vožnje od mesta. Vse razen najbolj spektakularnih ostankov skoraj neodkrite in obiskovalcem omogočajo ogled cerkva in utrdb v njihovih prvotnih okoljih.
Narodna umetniška galerija v Erevanu ima več kot 16.000 del iz srednjega veka, ki nakazujejo bogate zgodbe Armenije. V njej so tudi slike mnogih evropskih mojstrov. Muzej moderne umetnosti, otroška slikarska galerija in muzej Martiros Sarjan so le nekatere od drugih pomembnih zbirk likovne umetnosti, ki so na ogled v Erevanu. Poleg tega deluje veliko zasebnih galerij, ki jih je vsako leto več, na katerih so predstavljene razstave in razprodaje.
Armenska vlada je 13. aprila 2013 napovedala spremembo zakona, ki bo omogočila svobodo panorame za 3D umetniška dela.

## Unescova dediščina v Armeniji

### Samostana Haghpat in Sanahin
Samostana Haghpat in Sanahin sta dva bizantinska samostana v Tumanski regiji iz obdobja blaginje med dinastijo Kiurikian (10. do 13. stoletje) in sta bila pomembni središči učenja. Sanahin je bil znan po svoji šoli iluminatorjev in kaligrafov. Dva samostanska kompleksa predstavljata najvišji razcvet armenske verske arhitekture, katere edinstven slog se je razvil iz mešanice elementov bizantinske cerkvene arhitekture in tradicionalne vernakularne arhitekture kavkaške regije.

### Stolnica in cerkve Ečmiadzin in arheološki ostanki Zvartnoc
Stolnica in cerkve Ečmiadzin in arheološki ostanki Zvartnoc grafično prikazujejo razvoj armenske cerkve z osrednjo kupolo armenskega tipa, ki je močno vplivala na arhitekturni in umetniški razvoj v regiji.

### Samostan Geghard in Zgornja dolina Azat
Samostan Geghard in Zgornja dolina reke Azat: samostan vsebuje številne cerkve in grobnice, večina jih je vrezana v skalo, ki ponazarjajo sam vrh armenske srednjeveške arhitekture. Kompleks srednjeveških stavb je postavljen v pokrajino velike naravne lepote, obdan s stolpi na vhodu v dolino Azat. Visoke pečine s severne strani obdajajo kompleks, obrambna stena pa obdaja ostale.

### Kuhinja
Armenska kuhinja je tesno povezana z vzhodno in sredozemsko kuhinjo; različne začimbe, zelenjava, ribe in sadje se združujejo in predstavljajo edinstvene jedi. Glavne značilnosti armenske kuhinje so zanašanje na kakovost sestavin in ne močno začinjena hrana, uporaba zelišč, uporaba pšenice v različnih oblikah, stročnice, oreščki in sadje (kot glavna sestavina) kar zadeva kislo hrano in polnjenje najrazličnejših listov.
Granatno jabolko s svojo simbolično povezanostjo s plodnostjo predstavlja ta narod. Marelica je nacionalni sadež.

## Državni prazniki
- Novo leto: 1. januar
- Božič: 6. januar
- Dan armade: 28. januar
- Mednarodni dan žena: 8. marec
- Veliki petek: določi se ga na podlagi julijanskega koledarja
- Dan materinstva in lepote: 7. april
- Dan zmage in miru: 9. maj
- Dan prve republike: 28. maj
- Dan ustave: 5. julij
- Dan neodvisnosti: 21. september
- Dan spomina na potres v Leninakanu (današnjem Gjumriju): 7. december
- Predvečer novega leta: 31. december

Znan praznik, ki uradno sicer ni državni, je tudi vardavar, ki se ga praznuje julijsko soboto (natančno se ga določi na podlagi Luninega koledarja). Tega dne prebivalci (zlasti otroci) mimoidoče polivajo z vodo oz. mečejo vanje z vodo napolnjene balončke. Na podoben način se praznuje tudi budistično novo leto na Tajskem in v Mjanmaru (Burmi), kar namiguje na mogoč poganski obred očiščenja, ki se je izvajal pred sprejetjem krščanstva oz. budizma, iz njega pa naj bi izhajal tudi krščanski obred krsta.